# Maitre Randall et son mari

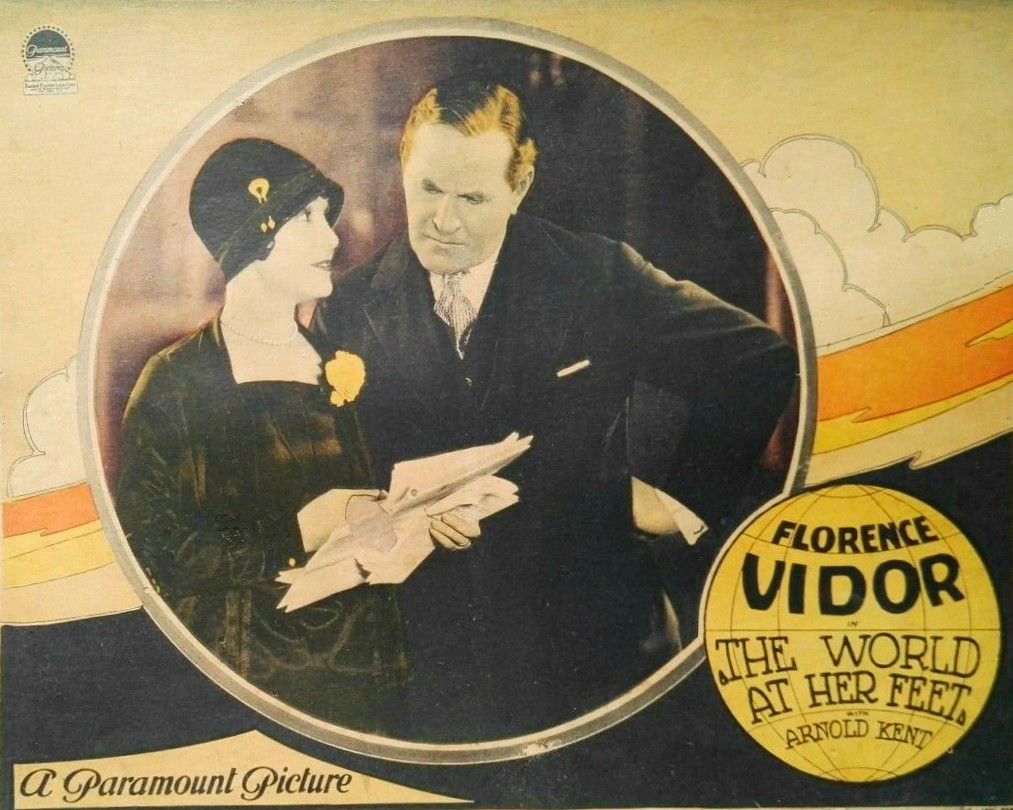
Carte promotionnelle du film.

Maitre Randall et son mari (The World at Her Feet) est un film américain réalisé par Luther Reed, sorti en 1927.

## Synopsis
Richard Randall démissionne du cabinet d'avocats de sa femme lorsqu'il devient riche et indépendant, et Jane néglige alors son mari. Convaincu que le seul moyen de regagner son attention est de devenir client, il entre délibérément en collision avec la voiture d'Alma Pauls. Alma est également négligée par son compagnon, le Dr Pauls. Jane accepte d'agir en tant qu'avocate, tandis qu'Alma et Richard acceptent de s'entraider pour reconquérir leurs partenaires. Le mari d'Alma devient méfiant et demande le divorce lorsqu'il trouve Randall dans son boudoir, et il demande conseil à Jane. Randall les trouve dans une relation apparemment intime. Après des explications, Jane et Pauls acceptent de consacrer moins de temps à leur travail.

## Fiche technique
- Titre original : The World at Her Feet
- Réalisation : Luther Reed
- Scénario : Louise Long, Doris Anderson (en) d'après la pièce Maitre Bolbec et son mari de Georges Berr et Louis Verneuil
- Intertitres : George Marion Jr.
- Producteurs : Adolph Zukor, Jesse Lasky
- Photographie : Harry Fischbeck
- Genre : Comédie romantique[1]
- Distributeur : Paramount Pictures
- Durée : 6 bobines
- Date de sortie : 14 mai 1927

## Distribution

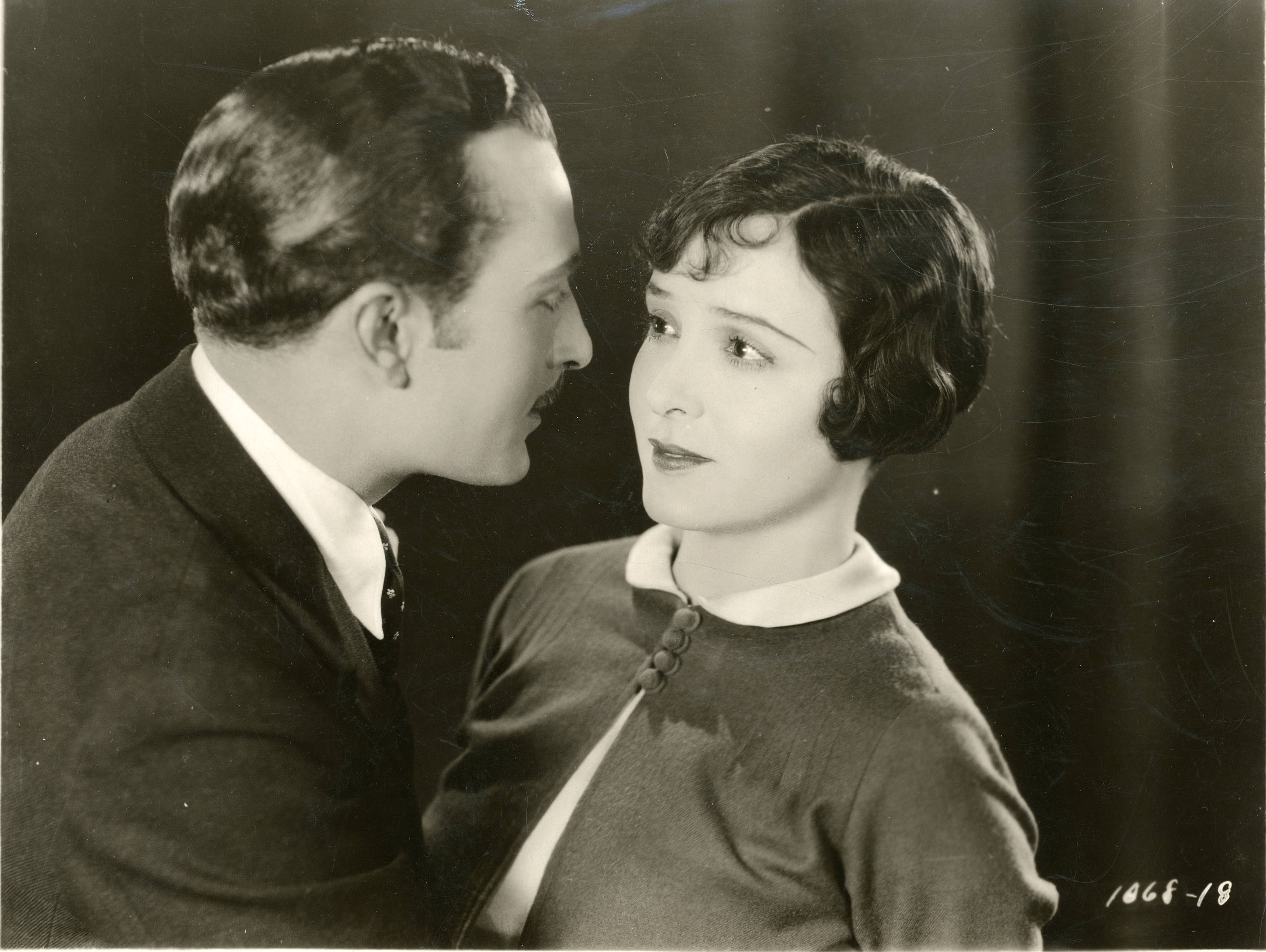
Arnold Kent et Florence Vidor.

- Florence Vidor : Jane Randall
- Arnold Kent : Richard Randall
- Margaret Quimby : Alma Pauls
- Richard Tucker : Dr. H.G. Pauls
- William Austin : Detective Hall
- David Torrence : Client